# Västra Loitoträsket
Västra Loitoträsket är en sjö i Sorsele kommun i Lappland och ingår i Umeälvens huvudavrinningsområde. Sjön har en area på 0,153 kvadratkilometer och ligger 382,1 meter över havet. Sjön avvattnas av vattendraget Idbäcken.

## Delavrinningsområde
Västra Loitoträsket ingår i det delavrinningsområde (727942-158594) som SMHI kallar för Ovan 727704-158232. Medelhöjden är 379 meter över havet och ytan är 18,2 kvadratkilometer. Det finns inga avrinningsområden uppströms utan avrinningsområdet är högsta punkten. Idbäcken som avvattnar avrinningsområdet har biflödesordning 3, vilket innebär att vattnet flödar genom totalt 3 vattendrag innan det når havet efter 327 kilometer. Avrinningsområdet består mestadels av skog (77 procent). Avrinningsområdet har 0,99 kvadratkilometer vattenytor vilket ger det en sjöprocent på 5,4 procent.